# Okresní soud v Jablunkově
Okresní soud v Jablunkově (též v Jablůnkově) existoval od 50. let 19. století do roku 1949.
Okresní soud (Bezirksgericht) v Jablunkově převzal soudní agendy magistrátu a panství Jablunkov. Spadal nejprve pod Krajský soud v Těšíně; od roku 1921 byl podřízen nově utvořenému Krajskému soudu v Moravské Ostravě. V letech 1938–1939 fungoval v rámci polského záboru jako Sąd Grodzki w Jabłonkowie; měl tehdy 4 soudce, 9 úředníků a 3 posly. Po německé okupaci soud započal činnost od 1. ledna 1947. V roce 1949 probíhala jednání o zřízení jablunkovské expozitury Okresního soudu v Českém Těšíně.
Od roku 1873 soud sídlil v tzv. knížecím domě na rohu Mariánského náměstí. Roku 1911 se přestěhoval do nové budovy na Školní ulici (dnes je v budově poliklinika). K významným soudcům působícím na Okresním soudě v Jablunkově patřil František Sláma či Andrzej Kusionowicz Grodyński.
Část knihovny Okresního soudu v Jablunkově se nyní nachází ve fondu Okresního soudu v Karviné. 